# 1999 CM119
1999 CH119, também escrito como 1999 CM119, é um objeto transnetuniano (TNO) que está localizado no cinturão de Kuiper, uma região do Sistema Solar. Este corpo celeste é classificado como um cubewano. Ele possui uma magnitude absoluta (H) de 7,9 e, tem um diâmetro estimado com cerca de 116 km, por isso é pouco provável que possa ser classificado como um planeta anão, devido ao seu tamanho relativamente pequeno.

## Descoberta
1999 CH119 foi descoberto no dia 11 de fevereiro de 1999 pelos astrônomos J. X. Luu, C. A. Trujillo e D. C. Jewitt.

## Órbita
A órbita de 1999 CH119 tem uma excentricidade de 0.132 e possui um semieixo maior de 44.554 UA. O seu periélio leva o mesmo a uma distância de 38.681 UA em relação ao Sol e seu afélio a 50.427.